# Puka Pukara
Puka Pukara (in quechua puka significa rosso, e pukara fortezza, quindi "fortezza rossa", secondo l'ortografia ispanica Pucapucara, o Puca Pucara, o Puca Pucará) è un sito di rovine militari in Perù situato nella regione di Cusco, nei pressi dell'omonima città. Questo forte è costituito da grandi mura, terrazze e scale, e faceva parte del complesso difensivo di Cusco in particolare e dell'Impero Inca in generale. Puka Pukara è un esempio di architettura militare che fungeva anche da centro amministrativo.
Il nome deriva probabilmente dal colore rossastro che le rocce assumono al tramonto.

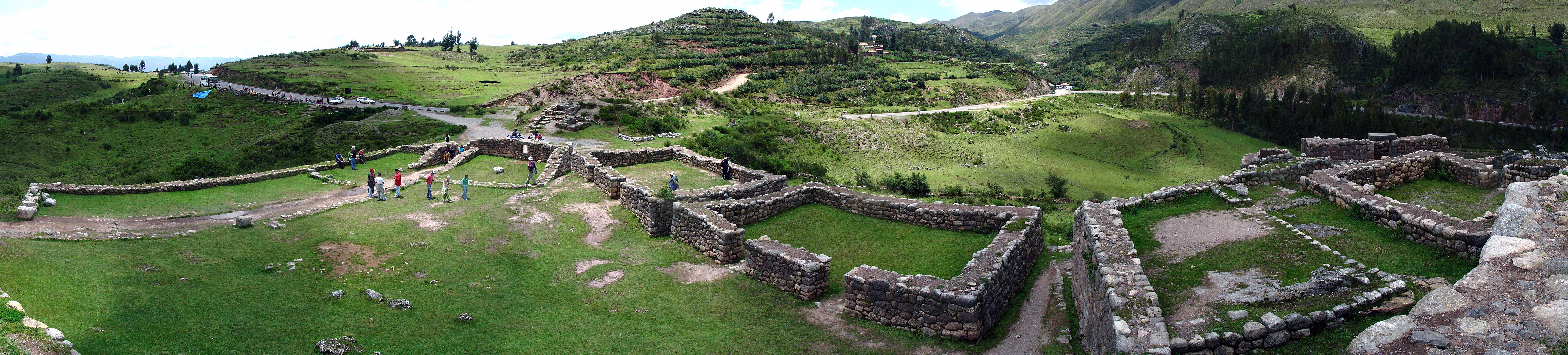
Puka Pukara

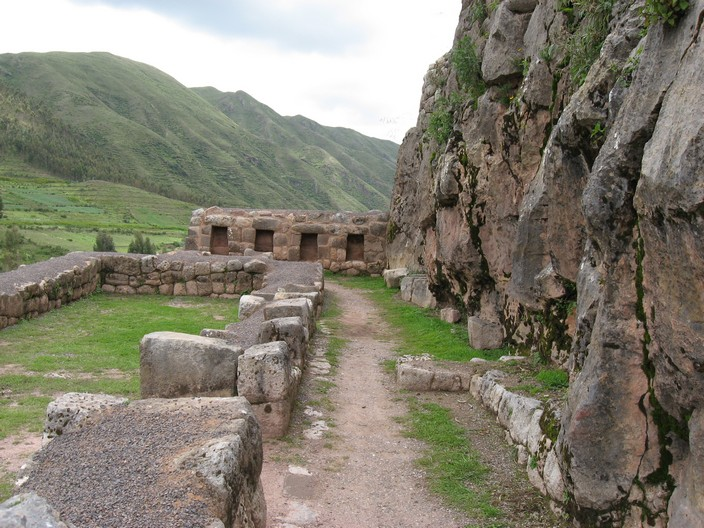
Vista dall'esterno

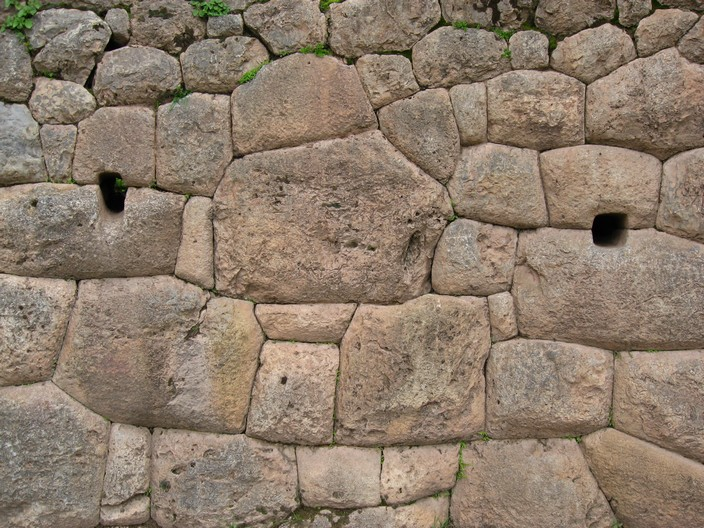
Pietre intagliate e collocate nel tipico stile Inca

## Posizione
Puka Pukara si trova nel Perù centro-meridionale, a circa sette chilometri da Cusco sulla strada per Pisac e nei pressi dell'Antisuyo, la regione della giungla storicamente occupata dell'Impero Inca. Il forte si trova su un'altura che domina la valle di Cusco e Tambo Machay, avvalendosi così di un'ottima visuale strategica. Quando fu costruito, probabilmente fu concepito in modo che queste aree fossero facilmente controllabili dai soldati che vegliavano sui confini dell'impero.

## Storia
Sebbene si sappia meno di Puka Pukara rispetto quanto finora ricostruito sulla storia di molte altre rovine Inca, secondo la teoria più accreditata questo sito fu eretto durante il regno di Pachacutec. Poiché era il nono sovrano dell'impero, si può presumere che Puka Pukara fu una delle ultime opere architettoniche di quell'era.
Le pietre utilizzate per innalzare la maggior parte dei muri sono di forma molto irregolare, sagomate e collocate con la ben nota cura dell'architettura Inca, privilegiando però costruzioni che fossero funzionali, e dunque prive della famosa bellezza architettonica dei siti adiacenti. Per lo stesso motivo, sembra presumibile che gli edifici e le mura siano stati edificati in fretta, sull'ipotesi che -per qualche motivo- l'istituzione del quartier generale militare che in seguito divenne Puka Pukara fosse molto urgente.
Quando fu costruita, le pietre di diverse dimensioni e forme che ora appaiono grigie potrebbero essere state effettivamente di colore rosso (da cui forse il nome di "fortezza rossa") a causa delle notevoli quantità di ferro contenute nel calcare utilizzato nelle mura.
È in corso un dibattito su quale fosse la vera funzione di Puka Pukara quando l'impero Inca era ancora fiorente. Come affermato sopra, era almeno in parte una base militare e, poiché si trovava su una strada così importante e si affacciava su molti luoghi sensibili, era certamente un ottimo punto di vista da cui individuare in tempo reale eventuali problemi di ordine pubblico. I funzionari avrebbero potuto sfruttarlo come posto di blocco lungo la strada, impedendo a coloro che apparivano sospetti di addentrarsi ulteriormente nell'impero dove avrebbero potuto potenzialmente provocare disordini. Avrebbe potuto servire anche da luogo di ristoro per i gruppi militari che viaggiavano nelle vicinanze.
Un'altra teoria è che fosse un luogo di riposo per cacciatori e viaggiatori stanchi, così come per i nobili Inca, in virtù dei lussuosi bagni,  e di canali, piazze, fontane e stanze separate.

## Puka Pukara oggi
In virtù della sua vicinanza alla città di Cusco, uno dei siti archeologici più importanti di tutto il Perù, molte persone includono questa zona nei tipici itinerari lungo le rovine peruviane. I turisti scelgono l'area per le sue vedute della giungla e delle rovine circostanti e per le tonalità che le costruzioni assumono al tramonto.
Il turismo contribuisce al sostentamento delle comunità peruviane che vivono nei paraggi; è comune per le persone che vivono nella zona allestire tavoli vendendo piccoli souvenir o offrendosi di fotografare gruppi davanti alle rovine in cambio di un compenso.